# Reinhard Biermann
Reinhard Biermann (* 12. November 1950) ist ein ehemaliger deutscher Fußballspieler.

## Sportlicher Werdegang
Biermann gehörte dem DSC Wanne-Eickel als Torhüter an. Er bestritt in der Zweitligasaison 1978/79 18 Ligaspiele für Wanne-Eickel, im DFB-Pokal 1977/78 kam er beim Erreichen der dritten Runde in allen drei Partien zum Einsatz.